# Гайнц Шеффер (підводник)
Гайнц Шеффер (нім. Heinz Schäffer; 28 квітня 1921, Берлін — 15 січня 1979, Берлін) — німецький офіцер-підводник, оберлейтенант-цур-зее крігсмаріне.

## Біографія
1 грудня 1939 року вступив на флот. В 1941/42 роках пройшов курс вахтового офіцера і практику на підводному човні U-561. З травня 1942 року — 1-й вахтовий офіцер на U-445. В жовтні-грудні 1940 року пройшов курс командира човна. З 30 листопада 1943 по 15 грудня 1944 року — командир U-148, з березня 1945 року — U-977.
2 травня 1945 року вийшов з Крістіансанна у свій перший і останній похід. Коли Шеффер отримав повідомлення про капітуляцію Німеччини, човен перебував в норвезьких водах. Він вирішив плисти в нейтральну Аргентину, щоб там здатися, але спочатку дозволив всім одруженим членам екіпажу зійти на берег. 16 моряків висадились на острові Holsenöy біля Бергена і незабаром були взяті в полон британськими військами. Шефер вирішив зберегти всі торпеди на борту, щоб в разі захоплення U-977 союзниками довести, що не атакував їхні кораблі. Зрештою 17 серпня 1945 року U-977 прибув в Мар-дель-Плата, де здався аргентинській владі. В 1952 році Шеффер опублікував книгу «Підводний човен 977», в якій описав подорож з Норвегії в Аргентину.

## Звання
- Кандидат в офіцери (1 травня 1940)
- Морський кадет (1 травня 1940)
- Фенріх-цур-зее (1 листопада 1940)
- Оберфенріх-цур-зее (1 листопада 1941)
- Лейтенант-цур-зее (1 травня 1942)
- Оберлейтенант-цур-зее (1 грудня 1943)

## Нагороди
- Залізний хрест 2-го і 1-го класу
- Нагрудний знак підводника
- Фронтова планка підводника в бронзі